# 1972年最高裁判所裁判官国民審査
1972年最高裁判所裁判官国民審査（1972ねんさいこうさいばんしょさいばんかんこくみんしんさ）は、1972年（昭和47年）12月10日に第33回衆議院議員総選挙と共に執行された最高裁判所裁判官国民審査。

## 総論
7人の最高裁判所裁判官に対して国民審査が行われ、全員罷免しないとされた。投票率は67.61%であった。沖縄返還後に行われた初めての国民審査であり、沖縄県の有権者が初めて国民審査に参加した。
下田武三に対する最低の罷免を可とする率の15.17%は歴代最高である。なお、下田は駐米大使時代に「沖縄の核兵器付き返還が現実的」旨の発言をしていたため沖縄での反発は強く、沖縄県内54市町村のうち6市町村（大宜味村、浦添市、大里村、粟国村、北大東村、下地町）で最低の罷免を可とする率が過半数を上回った。
罷免を可とする率が高かった裁判官（下田武三）と罷免を可とする率が低かった裁判官（天野武一）との差が3.75%となり、歴代最大差となった。

## 国民審査の結果
| 裁判官   | 罷免を可とする票 | 罷免を可としない票 | 罷免を可とする率 |
| -------- | ---------------- | ------------------ | ---------------- |
| 小川信雄 | 5,785,545        | 39,651,383         | 12.73%           |
| 坂本吉勝 | 5,648,869        | 39,790,243         | 12.43%           |
| 岡原昌男 | 5,549,661        | 39,889,890         | 12.21%           |
| 藤林益三 | 5,797,873        | 39,941,806         | 12.68%           |
| 下田武三 | 6,895,134        | 38,545,096         | 15.17%           |
| 岸盛一   | 6,631,339        | 38,809,005         | 14.59%           |
| 天野武一 | 5,190,989        | 40,248,926         | 11.42%           |